# 赫爾加鎮區 (明尼蘇達州哈伯德縣)
赫爾加鎮區（英語：Helga Township）是位於美國明尼蘇達州哈伯德縣的一個行政鎮區。

## 地方資料
赫爾加鎮區的面積為92.44平方千米，當中陸地面積為86.11平方千米，而水域面積為6.34平方千米。根據2020年美國人口普查的數據，當地共有人口1648人，而人口密度為每平方千米17.83人。